# Gwinnett megye
Gwinnett megye az Amerikai Egyesült Államokban, azon belül Georgia államban található. Megyeszékhelye Lawrenceville, legnagyobb városa Peachtree Corners. Lakosainak száma 957 062 fő (2020. április 1.). Gwinnett megye Forsyth, DeKalb, Fulton, Rockdale, Walton, Barrow, Jackson és Hall megyékkel határos.

## Népesség
A megye népességének változása:
| Lakosok száma | 808 304 | 825 094 | 840 575 | 859 304 | 895 823 | 957 062 |
|               | 2010    | 2011    | 2012    | 2013    | 2015    | 2020    |